# Плавание на чемпионате мира по водным видам спорта 2017 — смешанная эстафета 4×100 метров вольным стилем
Смешанная эстафета 4×100 метров вольным стилем на чемпионате мира по водным видам спорта 2017 прошла 29 июля.

## Рекорды
До начала соревнования рекорды были следующие.
| Мировой рекорд    | США | 3:23.05 | Казань, Россия | 8 августа 2015 |
| Рекорд чемпионата | США | 3:23.05 | Казань, Россия | 8 августа 2015 |

После соревнований был обновлён следующий рекорд.
| Дата    | Дисциплина | Страна | Время   | Рекорд |
| ------- | ---------- | ------ | ------- | ------ |
| 29 июля | Финал      | США    | 3:19.60 | WR, CR |

## Результаты

### Предварительные заплывы
| Место | Заплыв | Дорожка | Страна     | Пловцы                                                                                 | Время   | Прим. |
| ----- | ------ | ------- | ---------- | -------------------------------------------------------------------------------------- | ------- | ----- |
| 1     | 3      | 4       | Нидерланды | Бен Швитерт (48.97) Кайл Столк (48.06) Фемке Хемскерк (52.77) Мауд ван дер Мер (54.09) | 3:23.89 | Q     |
| 2     | 1      | 6       | США        | Блэйк Пирони (48.23) Таунли Хаас (48.32) Лиа Нил (53.98) Келси Уоррелл (53.40)         | 3:23.93 | Q     |

### Финал
Финал прошёл в 19:17.
| Место | Дорожка | Страна     | Пловцы                                                                                              | Время   | Прим. |
| ----- | ------- | ---------- | --------------------------------------------------------------------------------------------------- | ------- | ----- |
| 1     | 5       | США        | Калеб Дрессел (47.22) Нэтан Эдриан (47.49) Мэллори Комерфорд (52.71) Симона Мануэль (52.18)         | 3:19.60 | WR    |
| 2     | 4       | Нидерланды | Бен Швитерт (49.12) Кайл Столк (47.80) Фемке Хемскерк (52.33) Раноми Кромовидьойо (52.56)           | 3:21.81 | ER    |
| 3     | 3       | Канада     | Юрий Кисиль (48.51) Жавьер Акеведо (48.68) Шанталь Ван Ландегем (53.25) Пенни Олексяк (53.11)       | 3:23.55 | NR    |
| 4     | 7       | Япония     | Кацухиро Мацумото (49.38) Кацуми Накамура (47.76) Рикако Икээ (53.50) Тихиро Игараси (54.14)        | 3:24.78 | AS    |
| 5     | 2       | Италия     | Лука Дотто (48.71) Алессандро Миресси (48.27) Федерика Пеллегрини (53.49) Сильвия Ди Пьетро (54.42) | 3:24.89 |       |
| 6     | 6       | Венгрия    | Доминик Козма (48.12) Ричард Бохус (48.54) Сюзанна Якабос (53.60) Эвелин Веррасто (54.76)           | 3:25.02 | NR    |
| 7     | 1       | Россия     | Данила Изотов (48.59) Александр Попков (48.48) Виктория Андреева (54.66) Вероника Попова (53.76)    | 3:25.49 | NR    |
| 8     | 8       | Австралия  | Луис Таунсенд (49.24) Александер Грэхем (48.36) Бриттани Элмсли (53.93) Мэдисон Уилсон (53.98)      | 3:25.51 |       |